# Lovich Ádám
Lovich Ádám (Szielnic, 1760. december 21. – Besztercebánya, 1831. december 7.) a Bányai evangélikus egyházkerület püspöke 1815-től haláláig.

## Élete
Tanulmányait Németlipcsén, Malatinában, Nagypalugyán kezdte, Késmárkon hallgatta a teológiát, majd 1784. május 22-én beiratkozott a wittenbergi és június 11-én a lipcsei egyetemre. Innen 1785 áprilisában visszatérve, Tályán nevelősködött és onnan 1788. január 30-án a besztercebányai királyi katolikus főgimnáziumhoz ment tanárnak. 1790. október 21-én helytartótanácsi rendelettel a tanítástól fölmentették. 1791 szeptemberében a besztercebányai ágostai evangélikus hitközség megválasztotta gimnáziumának igazgatójává. 1795. február 14-én helybeli harmadik lelkésznek választották meg, de emellett az iskola igazgatását is megtartotta 1796. június 23-ig. 1815. június 15-én a bányavárosok kerületének szuperintendensévé választották és mint ilyen megalapította 1812-ben Tablic Bohuslávval a bányakerületi szlovák tudós társaságot.

## Művei
- Ratio institutionum scholae Neosoliensis Aug. conf. addictorum ab. a. 1792. 1. Sept. Neosolii
- Phrebni rec prizalostnem d. kripty... pana Raksányi Samuele... uo., 1804 (Gyászbeszéd Raksányi Sámuel felett)
- Letzte Predigt in dem baufälligen Bethause der evang. Gemeinde zu Neusohl, gehalten am vierten Sonntage nach Ostern oder Cantate den 26. April 1807, uo.
- Ecclesiarum evangelicarum a. c. districtus montani senioribus, consenioribus... animarumque pastoribus... gratiam et pacem a Deo patre nostro et Jesu Christo precatur, uo., 1815
- Ferialia piae memoriae dni Petri Balogh de Ócsa, incl. comitatus Zoliensis supremi comitis etc. celebrata ecclesia aug. ev. Neosoliensi pridie idus Novem. 1818, uo.